# Heinz-von-Foerster-Preis

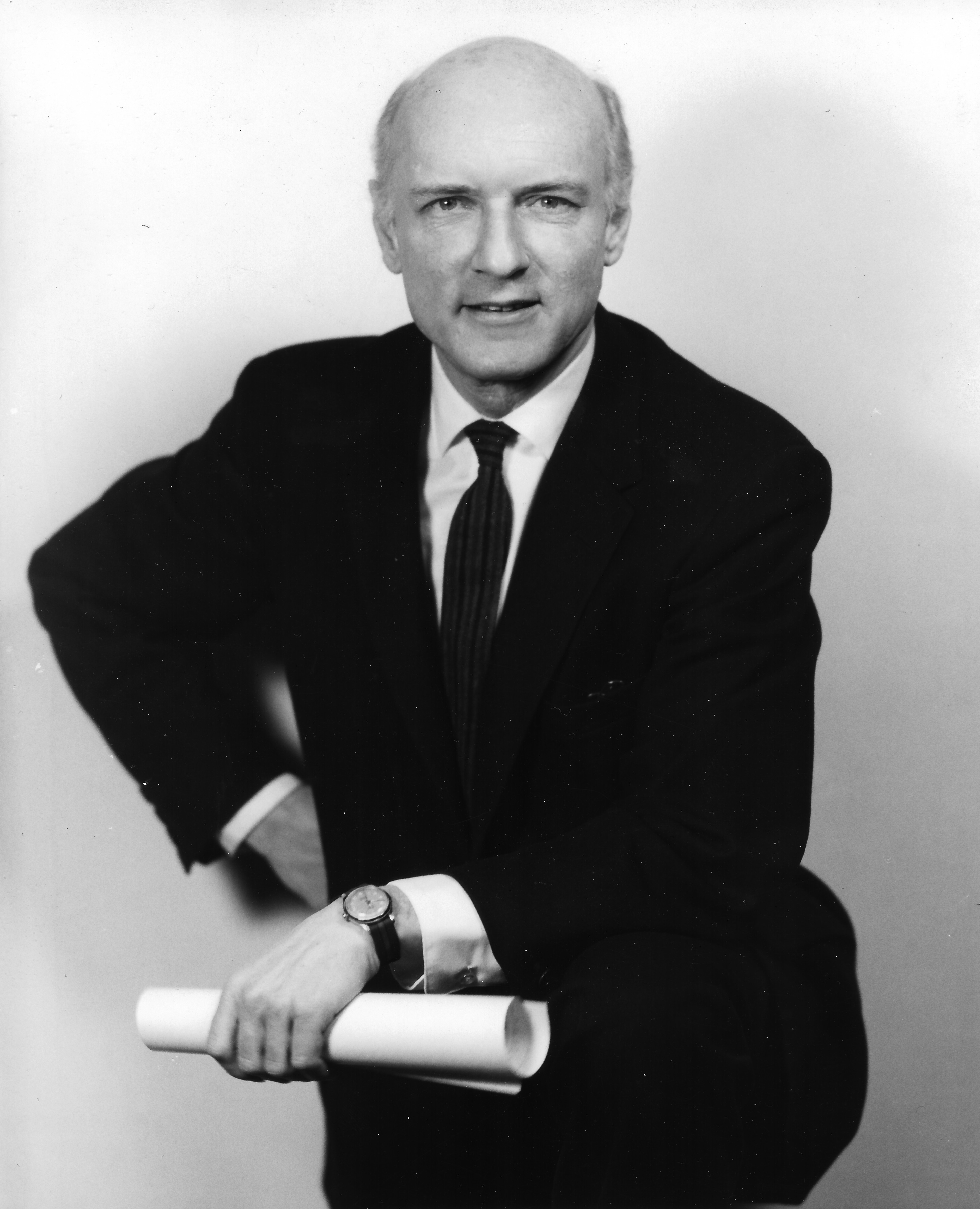
Heinz von Foerster, Foto von 1963

Der Heinz von Foerster-Preis ist eine wissenschaftliche Auszeichnung, die seit dem Jahre 1999 von der Deutschen Gesellschaft für Kybernetik, Informations- und Systemtheorie, zeitweise gemeinsam mit dem Kuratorium Wirtschaftskompetenz für Europa und der Leibniz-Sozietät zu Berlin, verliehen wird. Der Preis würdigt herausragende Leistungen in der Unternehmensführung sowie Unternehmens- und Personalberatung auf der Grundlage kybernetischen Denkens und/oder unter Anwendung kybernetischer Modelle und Verfahren.
Der Preis ist benannt nach dem Kybernetiker, Physiker und Philosophen Heinz von Foerster (1911–2002).

## Geschichte
Die Mitgliederversammlung des Instituts für Kybernetik Berlin e.V. beschloss im Jahre 1998 die Vergabe eines Kybernetik-Preises für herausragende Beiträge zur wissenschaftlichen Weiterentwicklung und gesellschaftlichen Verankerung der Gesellschafts- und Organisationskybernetik.
Im November 2004 beschlossen Vorstand und Beirat der Deutschen Gesellschaft für Kybernetik e.V., Berlin (GfK), der Nachfolgeinstitution des vormaligen Instituts für Kybernetik, gemeinsam mit dem Vorstand des Kuratoriums Wirtschaftskompetenz für Europa e.V., Paderborn (KWE), den Preis für Gesellschafts- und Organisationskybernetik in Heinz von Foerster-Preis für Organisationskybernetik umzubenennen und künftig gemeinsam zu verleihen.

## Preisträgerinnen und Preisträger
- 1999: Herbert Stachowiak
- 2001: Günter Ropohl
- 2003: Sonja Radatz und Wolfgang Winter
- 2006: Helmut Hoyer
- 2007: Hans A. Wüthrich
- 2009: Fredmund Malik
- 2011: Richard Straub
- 2014: Heinz Heineke
- 2016: Victor Mihalic[6]
- 2024: Peter K. Fleissner und Johannes W. Dietrich[7][8][9]